# Laothoe lappona
Laothoe lappona är en fjärilsart som beskrevs av Rudolf Rangnow 1935. Laothoe lappona ingår i släktet Laothoe och familjen svärmare. Inga underarter finns listade i Catalogue of Life.